# من دیده‌ام، دیده‌ام
من دیده‌ام، دیده‌ام (به تامیلی: Kandukondain Kandukondain) فیلمی است محصول سال ۲۰۰۰ و به کارگردانی راجیو منون است. در این فیلم بازیگرانی همچون مموتی، آجیت کومار، عباس، تابو، آیشواریا رای ایفای نقش کرده‌اند.